# Мату-гросский арара
Мату-гросский арара (Arara do Beiradão, Arara do Rio Branco, Mato Grosso Arára) — мёртвый неклассифицированный язык, который был распространён в штате Мату-Гросу в Бразилии. В 1994 году насчитывалось 150 человек. В настоящее время народ говорит на португальском языке.